# Europium(II)-hydroxid
Europium(II)-hydroxid ist eine chemische Verbindung des Europiums aus der Gruppe der Hydroxide. Es liegt in Form seines Hydrates Eu(OH)2·H2O vor.

## Gewinnung und Darstellung
Europium(II)-hydroxid entsteht bei der Zersetzung von Europium(II,III)-oxid an feuchter Luft neben Europium(III)-hydroxid. Direkt entsteht es bei der Reaktion von Europium mit Wasser in Natronlauge.
{\displaystyle \mathrm {Eu+3\ H_{2}O\longrightarrow Eu(OH)_{2}\cdot H_{2}O+H_{2}} }

## Eigenschaften
Europium(II)-hydroxid-hydrat ist ein leuchtend gelber Feststoff, der sich langsame in Europium(III)-hydroxid zersetzt. Dies erfolgt auch unter Schutzgas. Er besitzt eine orthorhombische Kristallstruktur mit der Raumgruppe P21am (Raumgruppen-Nr. 26, Stellung 4) und den Gitterparametern a = 670,1 pm, b = 619,7 pm, c = 365,2 pm.